# Sead Hadžibulić
Sead Hadžibulić (in serbo Сеад Хаџибулић?; Novi Pazar, 30 gennaio 1983) è un ex calciatore serbo, di ruolo attaccante.